# Juan Diego (ator)
Juan Diego Ruiz Moreno (Bormujos, 26 de setembro de 1942 – Madrid, 28 de abril de 2022) foi um ator espanhol. Ganhou o Prêmio Goya de melhor ator coadjuvante em duas oportunidades, pelo seu papel nos filmes El rey pasmado e París-Tombuctú. Também ganhou, em 2007, o Prêmio Goya de melhor ator pelo seu papel no filme Vete de mí.

## Morte
Diego morreu em 28 de abril de 2022, aos 79 anos de idade.